# كيتروس (بيريا)
كيتروس (باليونانية: Κίτρος)‏ هي مدينة في بيريا في مقاطعة فوريا إلادا في اليونان.